# Drassodes hamiger
Drassodes hamiger är en spindelart som först beskrevs av Tord Tamerlan Teodor Thorell 1877.  Drassodes hamiger ingår i släktet Drassodes och familjen plattbuksspindlar.
Artens utbredningsområde är Sulawesi. Inga underarter finns listade i Catalogue of Life.